# Alicia Munnell

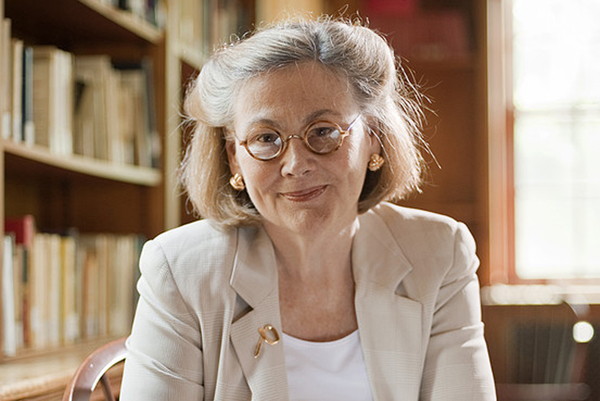
Alicia Haydock Munnell (2016)

Alicia Haydock Munnell (* 6. Dezember 1942 in New York City) ist eine US-amerikanische Wirtschaftswissenschaftlerin und Hochschullehrerin. Unter Bill Clinton war sie als erste Frau Assistant Secretary of the Treasury for Economic Policy und gehörte später dem Council of Economic Advisers an.

## Werdegang, Forschung und Lehre
Munnell studierte am Wellesley College, an dem sie 1964 als Bachelor of Arts in Wirtschaftswissenschaft graduierte. Anschließend wechselte sie an die Boston University, dort schloss sie ihr Masterstudium 1966 erfolgreich ab. Mit Schwerpunkt auf privater und öffentlicher Altersvorsorge graduierte sie 1973 mit einem Ph.D.-Titel an der Harvard University. Anschließend war sie kurzzeitig als Assistant Professor am Wellesley College, ehe sie zur Federal Reserve Bank of Boston wechselte. Dort stieg sie 1984 zur Leiterin der wissenschaftlichen Abteilung und damit zum Mitglied des Vorstandes auf. 
Im Mai 1993 übernahm Munnell das Amt des Assistant Secretary of the Treasury for Economic Policy vom Republikaner Sidney Lewis Jones und arbeitete in der Folge dem Secretary of the Treasury, dem US-amerikanischen Finanzminister, Lloyd Bentsen bzw. dessen Nachfolger ab Januar 1995 Robert Rubin zu. Nach dem altersbedingten Ausscheiden von John LaWare im Frühjahr 1995 war sie Kandidatin für einen Sitz im Board der Federal Reserve, aufgrund ihrer wirtschaftspolitischen Ansichten sprach sich jedoch die republikanische Mehrheit im Kongress der Vereinigten Staaten gegen sie aus. Daher wurde sie Ende 1995 von Clinton in den Council of Economic Advisers berufen, in der Folge blieben der Sitz im Federal-Reserve-Board bis zur Berufung von Laurence Meyer im Sommer 1996 sowie der Posten des Assistant Secretary of the Treasury for Economic Policy bis zur Neubesetzung durch David W. Wilcox im November 1997 vakant. 
Im Sommer 1997 verließ Munnell die Politik und folgte einem Ruf des Boston College, wo sie den Peter-F.-Drucker-Lehrstuhl übernahm. Dort übernahm sie 1998 die Leitung des Center for Retirement Research. 
Die Schwerpunkte in Munnells Forschungsarbeit liegen insbesondere auf Themen rund um die Sozialversicherung und Steuerpolitik, insbesondere mit Fokus auf Teilaspekte rund um Altersvorsorge.
Munnell ist seit 1998 Fellow der American Academy of Arts and Sciences. Zudem wurde sie innerhalb der Vereinigten Staaten wie international mehrfach für ihre Arbeit ausgezeichnet oder in Rankings renommierter Zeitschriften wie bspw. Forbes oder Institutional Investor gelistet.